# Patrik Rybár
Patrik Rybár (* 9. listopadu 1993, Skalica) je slovenský hokejový brankář a reprezentant, od sezóny 2019/20 nastupující za finský klub Kärpät Oulu. Mimo Slovensko působil na klubové úrovni v Česku a v severoamerické AHL. Jeho otec Pavol je bývalý hokejový brankář.

## Hráčská kariéra
Svoji hokejovou kariéru začal v týmu HK 36 Skalica. V průběhu mládeže zamířil do mužstva HC Slovan Bratislava, kde chytal za dorost a juniorku. V sezoně 2010/11 rovněž odehrál jeden zápas za „áčko“ tehdy působící ve slovenské extralize. Kvůli většímu hernímu vytížení v mužské kategorii pomáhal v dalších letech formou střídavých startů či hostování také týmům HK Spišská Nová Ves, HK Púchov, HK Orange 20, HK Trnava, HK 95 Považská Bystrica a HC Dukla Senica. V roce 2014 Slovan definitivně opustil a podepsal smlouvu s celkem ŠHK 37 Piešťany, kde dostal první větší šanci v nejvyšší soutěži.

### Mountfield HK
V květnu 2016 odešel do zahraničí a upsal se českému extraligovému mužstvu Mountfield HK z Hradce Králové. V klubu byl zpočátku jako třetí brankář a chytal za Stadion Litoměřice, prvoligovou královéhradeckou farmu. Následně dostal po nepříliš povedeném vstupu Hradce do startu ročníku prostor mezi třemi tyčemi a předváděl velmi povedené výkony. S Hradcem Králové se představil na konci roku 2016 na přestižním Spenglerově poháru, kde bylo mužstvo nalosováno do Torrianiho skupiny společně s celky HC Lugano (Švýcarsko) a Avtomobilist Jekatěrinburg (Rusko) a skončilo v základní skupině na druhém místě. Ve čtvrtfinále poté vypadlo po prohře 1:5 nad evropským výběrem Kanady. V sezoně 2016/17 s klubem poprvé v jeho historii postoupil v nejvyšší soutěži do semifinále play-off, kde byl tým vyřazen pozdějším mistrem – Kometou Brno v poměru 2:4 na zápasy, ale Rybár společně se spoluhráči a trénery získal bronzovou medaili.

## Klubové statistiky
| Sezona    | Klub                    | Soutěž              | Základní část | Základní část | Základní část | Vyřazovací část | Vyřazovací část | Vyřazovací část |
| Sezona    | Klub                    | Soutěž              | Z             | PGZ           | PÚ            | Z               | PGZ             | PÚ              |
| --------- | ----------------------- | ------------------- | ------------- | ------------- | ------------- | --------------- | --------------- | --------------- |
| 2010/2011 | HC Slovan Bratislava    | Slovenská extraliga | 01            | 00,00         | 0100          | 0—              | 00—             | 00—             |
| 2011/2012 | HK Spišská Nová Ves     | 0 1. slovenská liga | 01            | 02,03         | 093,5         | 002             | 03,07           | 089,3           |
|           | HK Púchov               | 0 1. slovenská liga | 06            | 07,46         | 085,0         | 0—              | 00—             | 00—             |
|           | HK Orange 20            | Slovenská extraliga | 01            | 00,97         | 097,4         | 0—              | 00—             | 00—             |
| 2012/2013 | HK Trnava               | 0 1. slovenská liga | 12            | 03,51         | 090,3         | 0—              | 00—             | 00—             |
|           | HK 95 Považská Bystrica | 0 1. slovenská liga | 03            | 01,30         | 096,8         | 0—              | 00—             | 00—             |
| 2013/2014 | HC Dukla Senica         | 0 1. slovenská liga | 04            | 01,00         | 096,5         | 001             | 03,00           | 089,2           |
| 2014/2015 | ŠHK 37 Piešťany         | Slovenská extraliga | 27            | 03,76         | 089,9         | 002             | 06,00           | 086,7           |
| 2015/2016 | ŠHK 37 Piešťany         | Slovenská extraliga | 36            | 02,62         | 093,3         | 0—              | 00—             | 00—             |
| 2016/2017 | HC Stadion Litoměřice   | 00 1. česká liga    | 07            | 02,01         | 094,2         | 0—              | 00—             | 00—             |
|           | Mountfield HK           | 0 Česká Extraliga   | 37            | 02,11         | 092,2         | 011             | 01,60           | 094,0           |
| 2017/2018 | Mountfield HK           | 0 Česká Extraliga   | 36            | 1,73          | 93,2          | 12              | 2,24            | 091,8           |
| 2018/2019 | Grand Rapids Griffins   | AHL                 |               |               |               |                 |                 |                 |
| 2019/2020 | Kärpät Oulu             | Liiga               |               |               |               |                 |                 |                 |
| 2020/2021 | Kärpät Oulu             | Liiga               |               |               |               |                 |                 |                 |
| 2021/2022 | HK Dinamo Minsk         | KHL                 |               |               |               |                 |                 |                 |
| 2022/2023 | HK Spartak Moskva       | KHL                 |               |               |               |                 |                 |                 |

## Reprezentační kariéra
Se slovenskou reprezentací do 18 let se Rybár představil na Mistrovství světa 2011 v Německu, kde Slovensko sestoupilo do 1. divize. Od sezony 2015/16 je seniorským reprezentantem své země, za kterou odchytal prozatím dvě přípravná utkání. Na zimních olympijských hrách v roce 2022 získal bronzovou medaili.